# Leopold Schefer
Leopold Schefer, (ur. 30 lipca 1784 w Muskau, zm. 16 lutego 1862 tamże) − pisarz, poeta i kompozytor niemiecki (publikował też pod pseudonimem Pandira).